# Moinho da Altura de Beja
O Moinho da Altura de Beja, igualmente conhecido como Moinho do Foral, é um antigo moinho de vento na vila de Castro Verde, na região do Baixo Alentejo, em Portugal.

## Descrição e história
O moinho situa-se na área setentrional da vila de Castro Verde.
Em 2024, a Câmara Municipal fez obras de requalificação no imóvel, com a finalidade de o recuperar e converter num espaço museológico sobre o ciclo do pão. Com efeito, o moinho estava em más condições de preservação, devido a vários anos sem uso, tendo esta intervenção previsto a reposição da sua funcionalidade original, com a introdução de novas velas, e ao mesmo tempo melhorar as condições de visita, com a construção de instalações sanitárias, e ligação às redes eléctricas e de água. O museu seria destinado principalmente a grupos e a estudantes, e iria explicar os processos tradicionais de moagem de sementes, estando também prevista a organização de workshops baseados no tema do ciclo do pão.
De forma a proceder às obras, o moinho foi cedido à autarquia através de um contrato de comodato, com a duração de quarenta anos. Esta intervenção custou cerca de 149 mil Euros, tendo sido financiada em grande parte através da iniciativa Renovação de Aldeias, no âmbito do Programa de Desenvolvimento Rural 2020. Foi realizada pela empresa Etnoideia Lda., especializada em molinologia e etno-turismo.